# 瓦什雷斯
瓦什雷斯（法語：Vacheresse，法語發音：[vaʃʁɛs]）是法国上萨瓦省的一个市镇，属于托农莱班区。

## 地理
瓦什雷斯（46°19'28"N, 6°40'25"E）面积31.02 平方千米，位于法国奥弗涅-罗讷-阿尔卑斯大区上萨瓦省，该省份为法国东部省份，历史上为薩伏依的一部分，北与瑞士接壤，西接安省，南至萨瓦省，东与瑞士和意大利接壤。
与瓦什雷斯接壤的市镇（或旧市镇、城区）包括：贝尔内克斯、阿邦当斯、拉博姆、博讷沃、拉沙佩勒达邦当斯、诺韦勒。

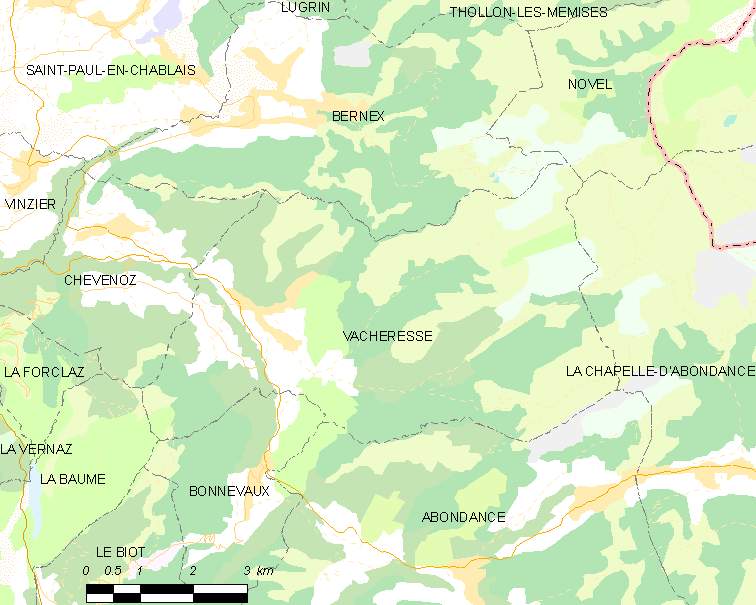
瓦什雷斯的OSM定位图

瓦什雷斯的时区为UTC+01:00、UTC+02:00（夏令时）。

## 行政
瓦什雷斯的邮政编码为74360，INSEE市镇编码为74286。

## 政治
瓦什雷斯所属的省级选区为埃维昂莱班县。

## 人口

1962-2008年间瓦什雷斯人口变化图示

瓦什雷斯于2022年1月1日时的人口数量为912人。